# زي وورلد
زي وورلد (بالإنجليزية: Zee World) هي قناة ترفيه بوليوود باللغة الإنجليزية تلفزيون مدفوع في جنوب أفريقيا والتي تم إطلاقها في 3 فبراير 2015، كأول قناة بوليوود مدبلجة باللغة الإنجليزية في إفريقيا. وهي مملوكة لشركة زي للمشاريع الترفيهية.